# Amata n'tebi
Amata n'tebi är en fjärilsart som beskrevs av George Thomas Bethune-Baker 1911. Amata n'tebi ingår i släktet Amata och familjen björnspinnare. Inga underarter finns listade i Catalogue of Life.